# Extra 230
L'Extra 230 est un avion de voltige de compétition monoplace construit dans les années 1980 par Extra Aircraft.

## Conception
Conçu par le pilote allemand Walter Extra (en) avec un fuselage en tubes d'acier et une aile en bois. Il est motorisé par un Lycoming 4 cylindres de 200 ch.
Cet avion évoluera en Extra 300.